# Siglo XX, ¡qué progreso!
Siglo XX, ¡qué progreso! es una historieta de 1999 del autor de cómics español Francisco Ibáñez, perteneciente a su serie Mortadelo y Filemón.

## Trayectoria editorial
Publicada en 1999 en el número 81 de Magos del Humor y más tarde en el n.º 152 de la Colección Olé.

## Sinopsis
El profesor Bacterio ha inventado un aparato capaz de enviar a las personas al siglo XXI y regresar. 
La T.I.A. quiere enviar a algún agente a recorrer el siglo XXI para que cuando regrese cuente lo que ha visto. El Superintendente decide que Mortadelo y Filemón serán los encargados de probar el invento. 
Por equivocación Bacterio y Ofelia se van con ellos. Pero el invento sale mal y en vez de ir al siglo XXI van a principios del siglo XX.
Mortadelo, Filemón, Ofelia y Bacterio recorrerán todo el siglo XX donde vivirán aventuras y situaciones cómicas, como el hundimiento del Titanic, las Guerras Mundiales o la guerra civil española. Finalmente son rescatados por el Súper, el cual, enfadado por el error del invento del Bacterio, envía a este a trabajar en un despacho en las cloacas.

## Personajes reales
A lo largo de esta aventura, intervienen o se alude a distintos personajes reales de la historia del siglo XX. Tales personajes son, por orden de aparición/alusión:
- Orville y Wilbur Wright.
- Mata Hari (encarnada por Ofelia).
- Grigori Rasputín.
- Edward John Smith, capitán del Titanic.
- Lawrence de Arabia.
- Pancho Villa.
- Al Capone.
- Joachim von Ribbentrop, Rudolf Hess, Hermann Goering, Joseph Goebbels (los 4 aparecen en la misma viñeta).
- Adolf Hitler (solo alusión).
- Hirohito (solo alusión).
- John Fitzgerald Kennedy (solo alusión).
- Lyndon B. Johnson (solo alusión).
- Los grupos de rock The Beatles y The Rolling Stones (solo alusión).
- Isabel II del Reino Unido.

## Inventos de año 1900 a 1999
- Cine sonoro. Fue  en 1900.
- Maquinilla de afeitar. Fue en 1901.
- Radio. Fue en 1895 (primera emisión trasatlántica en 1901).
- Extintor Químico. Fue en 1905.
- Permanente. Fue en 1906.
- Identificación por huellas dactilares. Fue en 1891.
- Primer avión de los Hermanos Wright. Fue en 1903.
- Lavadora automática. Fue en 1904.
- Autobús de dos pisos. Fue en 1904.
- Hidroavión. Fue en 1910.
- Paracaídas. Fue en 1912 (aunque existen precedentes desde finales del siglo XVIII, es en 1912 cuando tiene lugar el primer lanzamiento de avión).
- Titanic. Fue botado en 1911.
- Mapa de carreteras. Fue en 1910.
- Tanque. Fue en 1915 (aunque el primer uso operativo del mismo fue en 1916).
- Bombas de gas. Fue en 1914 (aunque los gases se elaboraban ya desde la década anterior, los proyectiles químicos fueron una innovación de la Primera Guerra Mundial).
- Máscara antigás. Fue en 1914 (aunque existieron precedentes anteriores, el modelo usado en la Primera Guerra Mundial fue patentado en 1914).
- Perros guía para ciegos. Fue en 1915.
- Autogiro. Fue en 1923.
- Cámara de gas. Fue en 1924.
- Autopista. Fue en 1924.
- Peaje (manifestación anti-peaje). Fue en 1924 (peaje de autopista).
- Primeros ladrones de autopista.
- Chicle globo. Fue en 1928.
- Pulmón de acero. Fue en 1927.
- Autocine. Fue en 1933.
- Puente Washington. Fue en 1931.
- Carrito de supermercado. Fue en 1937.
- Olla a presión. Fue en 1939 (aunque existieron precedentes de 1919 y 1938).
- V-2. Fue en 1942 (aunque el primer uso operativo del mismo fue en 1944).
- Todoterreno. Fue en 1941 (si, como parece ser el caso de esta historieta, nos referimos al Jeep; hubo precedentes de vehículos todoterreno desde 1921).
- Bomba atómica. Fue en 1945.
- Bikini. Fue en 1946.
- Biscuter. Fue en 1953.
- Trasplantes. Fue en 1951 (trasplante de riñón).
- Sputnik. Fue en 1957.
- Tarjeta de crédito. Fue en 1950 (mencionada por Filemón).
- Mortadelo y Filemón. Fue en 1958.
- Seiscientos. Fue en 1957.
- Vehículos a inyección. Fue en 1925 (invención y patente de la inyección de combustible. Sistema de inyección "hot rod" en 1945; inyección en automóviles de turismo en 1952 y otros modelos posteriores. Usada en la práctica totalidad de los automóviles europeos desde 1990).
- Primer vuelo a la Luna. Fue en 1969.
- Ordenadores. Fue en 1940.
- Teléfono móvil. Fue en 1983.

## Acontecimientos e instituciones
- Exposición Universal de París (1900).
- Guerra Ruso-Japonesa.
- Gran Incendio de San Francisco.
- Cometa Halley (paso de 1910).
- Hundimiento del Titanic.
- Primera Guerra Mundial.
- Revolución mexicana.
- Ley Seca.
- FBI.
- Guerra civil española.
- Segunda Guerra Mundial.
  - Ejército de Hitler.
  - Invasión de Polonia.
  - Batalla de Iwo Jima.
  - Ejército de Hiro-Hito.
- Asesinato de John F. Kennedy.